# Vanylven
Vanylven er en kommune i Møre og Romsdal fylke i Norge. Den grænser i nord (over Rovdefjorden) til Sande og Herøy, i øst til Volda, i syd til Eid og Vågsøy og i sydvest til Selje.
Vanylven blever kaldt Solsikkelandet efter at kommunen vandt solsikkekonkurrensen til Innovation Norge i 2004.